# Bert Poulheim
Bert Poulheim (* 6. Februar 1952 in Ost-Berlin; † 5. August 2006) war ein deutscher Komponist.

## Leben
Poulheim studierte von 1968 bis 1973 an der Hochschule für Musik Hanns Eisler Berlin in den Fächern Fagott und Klavier, anschließend von 1973 bis 1977 Komposition bei André Asriel.
Ab 1973 arbeitete er als Pianist und Fagottist an der Berliner Volksbühne am Rosa-Luxemburg-Platz, für die er auch Bühnenmusiken komponierte.
1977 wurde sein Werk Die Uraufführung im Club der Kulturschaffenden in Berlin uraufgeführt. Von 1979 bis 1981 war Poulheim Meisterschüler von Ruth Zechlin an der Akademie der Künste der DDR.
1987 erfolgte die Uraufführung der Musikalischen Komödie Zug um Zug (Text: Hansjörg Schneider) im Theater Zeitz.
2007, ein Jahr nach seinem Tod, wurde die Bert Poulheim & Marion Violet Stiftung gegründet.

## Auszeichnungen
- 1979: Hanns-Eisler-Preis[5]

## Werke (Auswahl)
- Sinfonie Nr. 1 (1978)
- Konzert für Fagott und Orchester (1979)
- Virtuoses für Viola und Klavier (1977)
- Zeitspiele für Flöte solo (1982)
- Capriccio für Fagott und Klavier (1995)
- Impressionen für Fagott und Klavier
- Keine Blasmusik, aber eine Musik für fünf Bläser für Bläserquintett (1983)
- Türkische Fantasie für vier Posaunen und Tuba (1987)
- Vier Miniaturen für drei Posaunen (1980)
- Facetten für Klavier
- Am Samovar für Singstimme und Gitarre
- Lieder eines Jahres auf Texte aus altjapanischer Lyrik für Mezzosopran und Klavier (1980)
- Das stumme Karussell auf Texte von Marion Violet für Mezzosopran und Klavier

## Diskografie (Auswahl)
- 1978: Virtuoses für Viola und Klavier (Nova) mit Alfred Lipka und Dieter Brauer
- 1982: Fagottkonzert (Nova) mit der Halleschen Philharmonie unter Olaf Koch
- 2000: Swinging Trombones (Koch-Schwann) mit dem PosaunenQuintett Berlin
- 2002: Das Stumme Karussell (Kreuzberg Records) mit Marion Violet und dem Ensemble Capriccio Nova